# Stamlijn Elzenburg
Stamlijn Elzenburg is een goederenspoorlijn in Oss. Deze stamlijn is in 1979 aangelegd, begint ten oosten van station Oss en loopt tussen de Megensebaan/N329 en de Osse woonwijk Schadewijk naar industrieterrein Elzenburg. Hier zijn aftakkingen naar Cehave en de Osse Overslag Centrale. De eerste klant van deze spoorlijn was het transportbedrijf Harry Vos, maar deze aansluiting is in onbruik geraakt.